# Энрике, Луваннор
Луванно́р Энри́ке (порт.-браз. Henrique Luvannor, полное имя Силва Энрике де Соуза Луваннор, порт.-браз. Silva Henrique De Sousa Luvannor; 19 мая 1990) — молдавский и бразильский футболист, нападающий саудовского клуба «Аль-Букирия». Выступал в национальной сборной Молдовы.
В составе молдавского клуба «Шериф» становился трёхкратным чемпионом Молдовы и обладателем Суперкубка страны в 2013 году. В этом же году был признан лучшим нападающим чемпионата Молдовы, а по версии сайта УЕФА был признан лучшим игроком чемпионата 2013/14 года. В 2015 году с «Аль-Шабаб» выиграл Кубок чемпионов Персидского залива.

## Биография
Энрике родился в Кампу-Майор, штат Пиауи (Бразилия), а позднее переехал в город Бендеры (Приднестровье), где проживал во время выступления за тираспольский «Шериф». Футболист женат и воспитывает дочку. 25 сентября 2013 года Указом Президента Молдовы получил гражданство Республики Молдова, что позволило в ноябре получить приглашение в сборную страны.

### Семья
- Брат Клисман также футболист, до 2015 года выступал на позиции нападающего в «Шерифе»[10]
- Жена — Алёна[6]
- Дочь — Жасмин[6]

## Карьера

### Клубная

#### Шериф
Карьеру футболиста Луваннор начал в бразильском клубе «Морриньос», а в 2011 году перешёл под жёлто-чёрные цвета тираспольской команды «Шериф». В июле 2011 года Луваннор дебютировал в составе «Шерифа» в квалификации Лиги Европы, а в мае 2012 года стал чемпионом Молдовы. В мае 2013 года Луваннор стал чемпионом Молдовы во второй раз, а 29 июня завоевал Суперкубок страны. В сезоне 2013/14 вместе с командой пробился в групповой этап Лиги Европы. По опросу Федерации футбола Молдовы Луваннор был признан лучшим нападающим национального чемпионата в 2013 году. 3 мая 2014 года провёл свой сотый матч за «Шериф» во всех турнирах. По итогам сезона 2013/14, забив 26 голов, стал лучшим бомбардиром чемпионата, а также в третий раз завоевал чемпионский титул. В июле стал капитаном «жёлто-чёрных» после ухода из клуба Мирала Самарджича, дебютировал с капитанской повязкой в домашней игре второго квалификационного раунда Лиги чемпионов против «Сутьески». Всего за тираспольский клуб нападающий отыграл 110 игр, сделал 21 голевую передачу и забил 50 мячей.

#### Аль-Шабаб
10 августа на официальном сайте «Шерифа» было объявлено о том, что Луваннор покинул ряды клуба и подписал контракт с «Аль-Шабаб» из Объединённых Арабских Эмиратов, который рассчитан на четыре года. Во втором туре чемпионата ОАЭ в игре против «Аль-Ахли» Луваннор отличился дублем за свой новый клуб. По итогам сезона 2014/15 стал лучшим бомбардиром команды, в чемпионате Энрике забил 11 мячей. В мае 2015 года в финале Кубка чемпионов Персидского залива против оманского «Аль-Сиба» на 83-й минуте Луваннор забил гол, встреча закончилась со счётом 1:1, в серии послематчевых пенальти его команда одержала победу и завоевала трофей, молдавский нападающий был признан лучшим игроком этого матча.

#### Шабаб Аль-Ахли
Летом 2017 года перешёл в «Шабаб Аль-Ахли». Первый свой гол за новый клуб забил в матче 2-го тура высшей лиги ОАЭ против «Аджмана».

#### Аль-Вахда
28 июля 2020 года перешёл в клуб «Аль-Вахда» из ОАЭ, контракт рассчитан на один год.

#### Шериф
1 июля 2021 года стало известно, что Луваннор подписал контракт с тираспольским «Шерифом».

#### В Бразилии
С 2022 по 2023 год играл в Бразилии за «Крузейро» и «Сеара».

#### Шериф
В июле 2023 года подписал в третий раз контракт с «Шерифом».

### Сборная

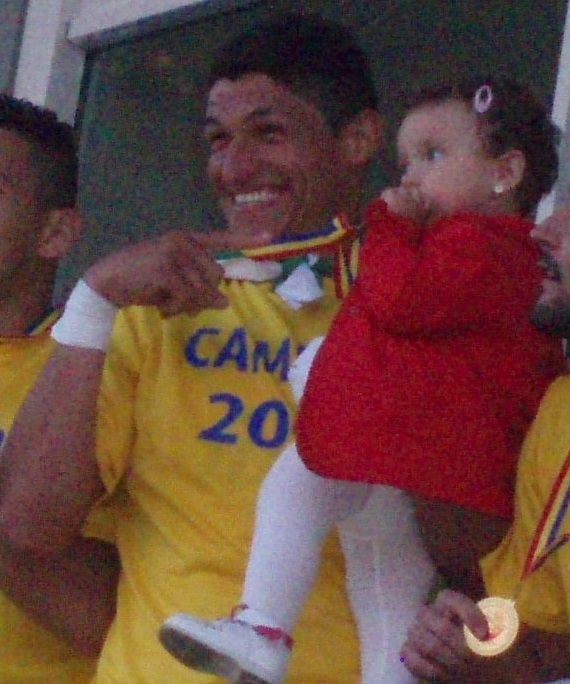
Луваннор с дочкой на вручении медалей чемпионата Молдовы 2013/14

Первый матч за национальную команду Молдовы провёл против сборной Литвы 18 ноября 2013 года. Футболист вышел в стартовом составе на позиции атакующего хавбека под 11 номером, игра закончилась ничьей 1:1. В этой игре Энрике рикошетом от штанги сделал голевой пас. Заменённого на последних минутах бразильца зрители провожали бурными аплодисментами. Вторую игру за молдавскую сборную Луваннор провёл 15 января 2014 года в товарищеском матче против сборной Норвегии. Третья игра против сборной Швеции для футболиста стала результативной, Энрике на 45-й минуте забил свой первый гол за сборную Молдовы, а игра закончилась со счётом 2:1 в пользу шведов. Игра против сборной Андорры, которая прошла 5 марта 2014 года, стала последней, в которой футболист смог защищать цвета национальной сборной. В этой встрече Луваннор забил второй гол за Молдову, а матч закончился победой молдавской команды со счётом 3:0.
Летом 2014 года ФИФА объявила, что Луваннор не сможет выступать за национальную сборную Молдовы в отборочном цикле чемпионата Европы 2016. Причиной называется отсутствие пятилетнего срока проживания в Молдове. Однако Федерация футбола Молдовы обратилась с официальным письмом в ФИФА с просьбой сделать исключение из правил, и пока не получен ответ, футболист не может выступать за сборную. Если ответ будет отрицательным, то натурализованный футболист не сможет быть в составе сборной до 2016 года.

Мы с самого начала знали об этом. Но мы не видели смысла в том, чтобы делать какие-либо заявления. Сначала нужно было собрать информацию. Луваннор — очень хороший игрок. Мы рады иметь такого игрока в национальной команде.— Вице-президент Федерации Футбола Молдовы — Иван Тестемицану, 2014 год
В июле был получен официальный ответ от ФИФА на просьбу Федерации Молдовы об исключении в деле Энрике, но решение было отрицательным и жёстким. Тем самым Луваннор не сможет выступать за сборную страны до 2016 года.

Мы надеялись, что в нашем случае будет исключение. Но в ФИФА решили не делать прецедент. Была избрана жёсткая позиция. Безусловно, мы хотели, чтобы этот футболист играл за сборную Молдовы. Это очень хороший игрок.— Главный тренер сборной Молдовы по футболу — Ион Карас, 2014 год

## Достижения

### Командные
«Шериф»
- Чемпион Молдовы (3): 2011/12, 2012/13, 2013/14
- Обладатель Суперкубка Молдовы (1): 2013
- Финалист Суперкубка Молдовы (2): 2012, 2014
- Финалист Кубка Молдовы (1): 2013/14

 «Аль-Шабаб»
- Обладатель клубного кубка чемпионов Персидского залива (1): 2015
- Бронзовый призёр чемпионата ОАЭ (1): 2014/15

### Личные
- Лучший нападающий чемпионата Молдовы (1): 2013[37]
- Ежемесячный приз «MaradonaTrophy» интернет-телевидения SPORTS.md — Лауреат января 2014 года[38]
- Лучший игрок сезона в чемпионате Молдовы по версии сайта УЕФА (1): 2013/14[39][40]
- Лучший бомбардир чемпионата Молдовы (1): 2014[41]

### Государственные награды
- Орден Почёта (30 декабря 2021 года, ПМР) — за большой вклад в развитие футбола, высокие спортивные достижения, волю к победе, стойкость и целеустремлённость, проявленные в самом престижном клубном турнире мира — Лиге чемпионов УЕФА, и в связи с 25-летием со дня образования закрытого акционерного общества "Спортивный клуб «Шериф»[42]

## Статистика выступлений

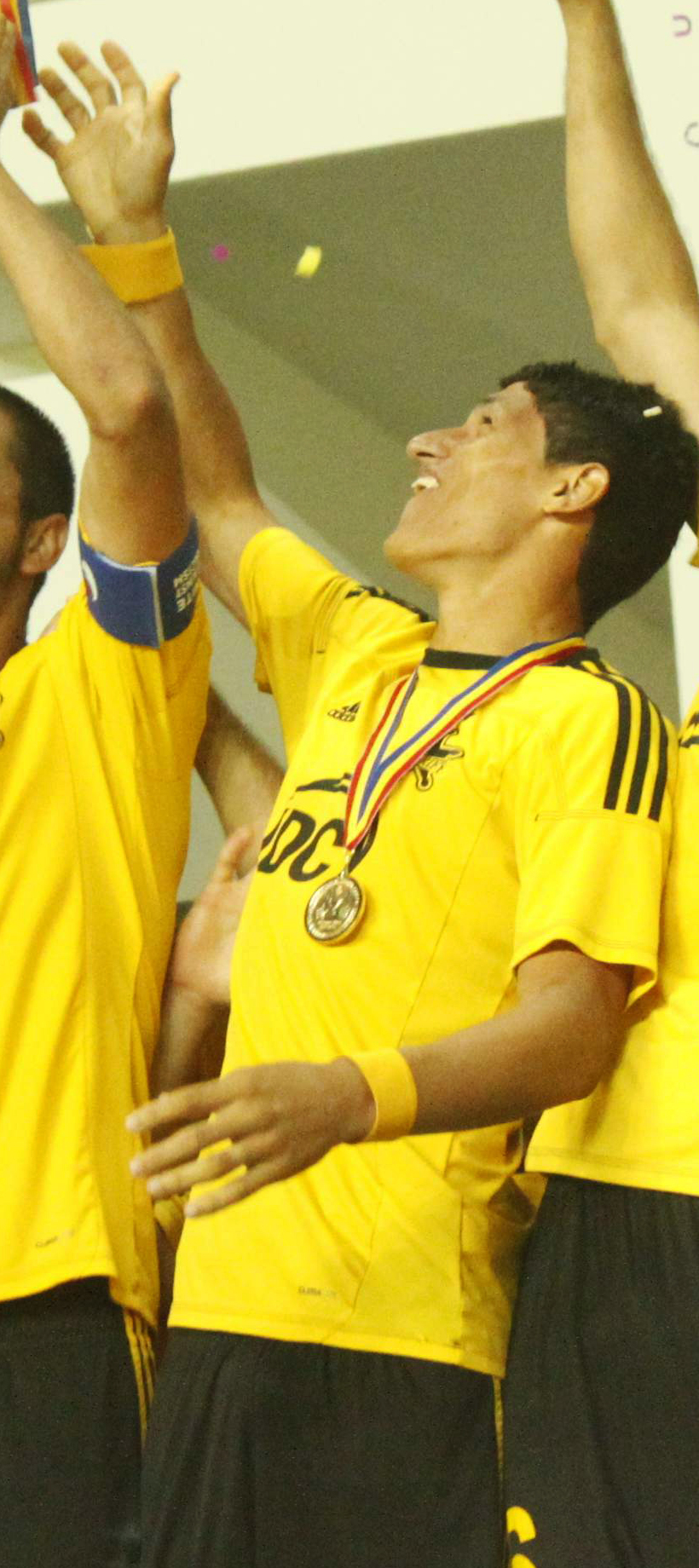
Луваннор в составе «Шерифа»

### Клубная
| Клуб             | Сезон            | Чемпионат | Чемпионат | Кубок | Кубок | Суперкубок | Суперкубок | Еврокубки | Еврокубки | Товарищеские | Товарищеские | Итого | Итого |
| Клуб             | Сезон            | Игры      | Голы      | Игры  | Голы  | Игры       | Голы       | Игры      | Голы      | Игры         | Голы         | Игры  | Голы  |
| ---------------- | ---------------- | --------- | --------- | ----- | ----- | ---------- | ---------- | --------- | --------- | ------------ | ------------ | ----- | ----- |
| Шериф            | 2011/12          | 26        | 9         | 2     | 3     | —          | —          | 2         | 0         | —            | —            | 30    | 12    |
| Шериф            | 2012/13          | 21        | 5         | 3     | 1     | —          | —          | 3         | 0         | 2            | 1            | 29    | 7     |
| Шериф            | 2013/14          | 28        | 26        | 4     | 1     | 1          | 0          | 9         | 1         | 2            | 2            | 44    | 30    |
| Шериф            | 2014/15          | 1         | 0         | —     | —     | 1          | 0          | 4         | 1         | 1            | 0            | 7     | 1     |
| Аль-Шабаб        | 2014/15          | 23        | 11        | 5     | 1     | —          | —          | —         | —         | 0            | 0            | 28    | 12    |
| Аль-Шабаб        | 2015/16          | 24        | 9         | 5     | 4     | —          | —          | —         | —         | 0            | 0            | 29    | 13    |
| Аль-Шабаб        | 2016/17          | 20        | 5         | 7     | 10    | —          | —          | —         | —         | 0            | 0            | 27    | 16    |
| Всего за карьеру | Всего за карьеру | 143       | 65        | 26    | 20    | 2          | 0          | 18        | 2         | 5            | 3            | 194   | 91    |

### Международная статистика
| Сборная         | Сезон | Матчи | Голы |
| --------------- | ----- | ----- | ---- |
| Сборная Молдовы |       |       |      |
| 2013            | 1     | 0     |      |
| 2014            | 3     | 2     |      |
| Итого           | Итого | 4     | 2    |

| Голы Энрике Луваннора за сборную Молдовы | Голы Энрике Луваннора за сборную Молдовы | Голы Энрике Луваннора за сборную Молдовы | Голы Энрике Луваннора за сборную Молдовы | Голы Энрике Луваннора за сборную Молдовы | Голы Энрике Луваннора за сборную Молдовы |
| ---------------------------------------- | ---------------------------------------- | ---------------------------------------- | ---------------------------------------- | ---------------------------------------- | ---------------------------------------- |
| №                                        | Дата                                     | Соперник                                 | Счёт                                     | Голы Луваннора                           | Соревнование                             |
| 1                                        | 17 января 2014 года                      | Швеция                                   | 1 : 2                                    | 1                                        | Товарищеский матч                        |
| 2                                        | 5 марта 2014 года                        | Андорра                                  | 3 : 0                                    | 1                                        | Товарищеский матч                        |